# L'Amour désarmé (Watteau)
Pour les articles homonymes, voir L'Amour désarmé.
L'Amour désarmé est un tableau peint par Jean Antoine Watteau actuellement conservé au musée Condé à Chantilly. 

## Historique
L'attribution de ce tableau, fait assez rare, ne fait l'objet d'aucune contestation. Ce tableau est une des huit peintures conservées par Jean de Jullienne, ami et protecteur de Watteau, jusqu'à sa mort en 1766. Il est gravé par Benoît Audran dès 1727 pour le Recueil Jullienne et décrit et reproduit dans un inventaire de la collection Jullienne en 1756. Acquis à sa mort par le marchand d'art Boileau pour Jean-Baptiste de Montullé, son exécuteur testamentaire, il est de nouveau vendu en 1783. L'itinéraire du tableau est ensuite obscur : il semble qu'il soit vendu après la Terreur à l'hôtel Bullion à Paris à une collection anglaise, puis il revient en France lors d'une vente peu avant 1848. Il entre alors dans les collections du marquis de Maison. Il est acheté par le duc d'Aumale en 1868. Celui-ci le fait placer, après la reconstruction du château de Chantilly dans la salle de la Tribune.

## Sujet

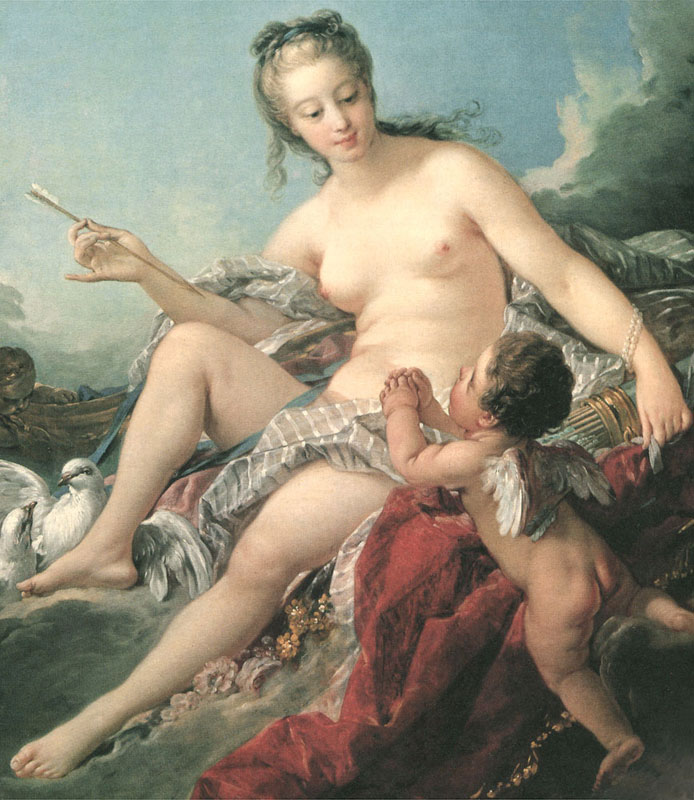
L'Amour désarmé de François Boucher

C'est un des rares tableaux mythologiques peints par Watteau, représentant Vénus saisissant l'arc de Cupidon. C'est pourquoi, une des hypothèses y voit un tableau peint au moment de la réception du peintre à l'Académie royale de peinture et de sculpture. Selon Pierre-Jean Mariette, Watteau se serait inspiré d'un dessin de Paul Véronèse qui avait appartenu à Pierre Crozat puis à Mariette lui-même et aujourd'hui conservé au musée du Louvre.
Par son format et ses personnages, le tableau a aussi été rapproché d'un autre tableau de Watteau : L'Automne, qui est lui aussi conservé au Louvre.
Il en existe de nombreuses répliques. C'est un thème relativement courant de la peinture académique, repris par François Boucher en 1751.